# Холингштет (Трене)
Холингштет (њем. Hollingstedt) општина је у њемачкој савезној држави Шлезвиг-Холштајн. Једно је од 134 општинска средишта округа Шлезвиг-Фленсбург. Према процјени из 2010. у општини је живјело 999 становника. Посједује регионалну шифру (AGS) 1059039.

## Географски и демографски подаци
Холингштет се налази у савезној држави Шлезвиг-Холштајн у округу Шлезвиг-Фленсбург. Општина се налази на надморској висини од 4 метра. Површина општине износи 17,5 km². У самом мјесту је, према процјени из 2010. године, живјело 999 становника. Просјечна густина становништва износи 57 становника/km².